# 6200 Hachinohe
6200 Hachinohe este un asteroid din centura principală de asteroizi.

## Descriere
6200 Hachinohe este un asteroid din centura principală de asteroizi. A fost descoperit pe 16 aprilie 1993 la Kitami de Kin Endate și Kazuro Watanabe. Asteroidul prezintă o orbită caracterizată de o semiaxă mare de 2,25 ua, o excentricitate de 0,19 și o înclinație de 8,6° în raport cu ecliptica.